# Otradnoje (przystanek kolejowy w obwodzie briańskim)
Otradnoje, także 147 km (ros. Отрадное, 147 км) – przystanek kolejowy w miejscowości Briańsk, w obwodzie briańskim, w Rosji. Położony jest na linii Briańsk – Smoleńsk.